# Sergej Gerasimov
Sergej Apollinarjevič Gerasimov (3. června 1906 Kundravy – 26. listopadu 1985 Moskva) byl sovětský filmový režisér, herec, scenárista a pedagog, profesor na Všesvazovém státním institutu kinematografie (VGIK) v Moskvě. Jedna z nejvýznamnějších osobností sovětské kinematografie 20. století. Přední místo v jeho režijní tvorbě zaujímají filmy Mladá garda (1948), Tichý Don (1957–1958) a Lev Tolstoj (1983).

## Život

### Mládí a herecká kariéra
Sergej Gerasimov se narodil ve vesnici Kundravy na jižním Uralu, blízko městečka Miass, uprostřed krásné přírody. Otec se tam usadil po letech vyhnanství a pracoval na geologickém průzkumu. Tragicky zahynul při výkonu povolání, když byly Sergejovi asi tři roky. Matka se musela postarat o pět dětí. Pracovala v Jekatěrinburgu a o nejmladšího Sergeje pečovala chůva. Po revoluci se rodina odstěhovala do Krasnojarsku, kde Sergej nastoupil do zaměstnání v truhlářské dílně.Chtěl se však věnovat umění a s podporou starších bratrů odjel do Leningradu, kde se přihlásil na malířskou akademii (1923–1925). Studium malířství ho neuspokojovalo, více ho lákalo herectví a proto přešel na institut jevištního umění. První divadelní role hrál v Experimentálním studiu a v osmnácti letech přišel do Dílny excentrického herce (FEKS).Tam se seznámil s mladými progresivními umělci, jako byli budoucí režiséři Leonid Tauberg, Grigorij Kozincev, Sergej Jutkevič nebo kameraman Andrej Moskvin. Mezi herci se objevila sedmnáctiletá Tamara Makarovová, se kterou se Gerasimov o rok později oženil. V Dílně se začaly natáčet první filmy, Gerasimov debutoval jako herec ve filmu Trauberga a Kozinceva Medvědi kontra Judenič z roku 1925. Účinkoval v dalších filmech, které dnes patří ke klasice němé éry sovětské kinematografie: přepis Gogolova Pláště (1926), Spiklenci Velkého díla (1927), Nový Babylon (1929) a Sama uprostřed bílé smrti (1930). Na obou posledních filmech pracoval jako asistent režie a na základě této zkušenosti se rozhodl opustit herectví a věnovat se filmové režii.

### Filmová režie
Po prvních pokusech na počátku třicátých let přišel velký divácký úspěch se zvukovým filmem Polární hrdinové (Семеро смелых, 1936), který líčil výpravu sedmi komsomolců do Arktidy. Tématu hrdinství a odvahy mladých lidí se věnoval i v dalším filmu Pevnost na Amuru (Комсомольск, 1938) z prostředí stavby mládeže uprostřed sibiřské tajgy. Gerasimov ukázal široké panoráma společenských a psychologických jevů provázejících vznik nového města. V roce 1939 režíroval film Učitel (Учитель), příběh mladého intelektuála vychovávajícího děti na malé vesnici. V roce 1941 natočil přepis Lermontovova romantického dramatu Maškaráda (v Československu byl uváděn pod názvem Po maškarním plese) s původními dialogy ve verších. Ve všech filmech hrála hlavní ženské role jeho manželka Tamara Makarovová.
Léta velké vlastenecké války prožil Gerasimov v Alma-Atě, kam byla evakuována filmová studia z ostatních sovětských měst ohrožených boji. Věnoval se publicistice a dokumentárním filmům, stal se spoluzakladatelem Válečného kinosborníku, do kterého přispíval agitačními skeči. Natočil zde celovečerní válečné filmy Nepřemožitelní (Непобедимые, 1942) a Velká země (Большая земля, 1944). V letech 1944–1946 byl ve vedení Ústředního studia dokumentárních filmů. Stál v čele skupiny filmařů, která natáčela dokument z jednání Jaltské konference v únoru 1945. Od roku 1943 byl členem Komunistické strany Sovětského svazu.

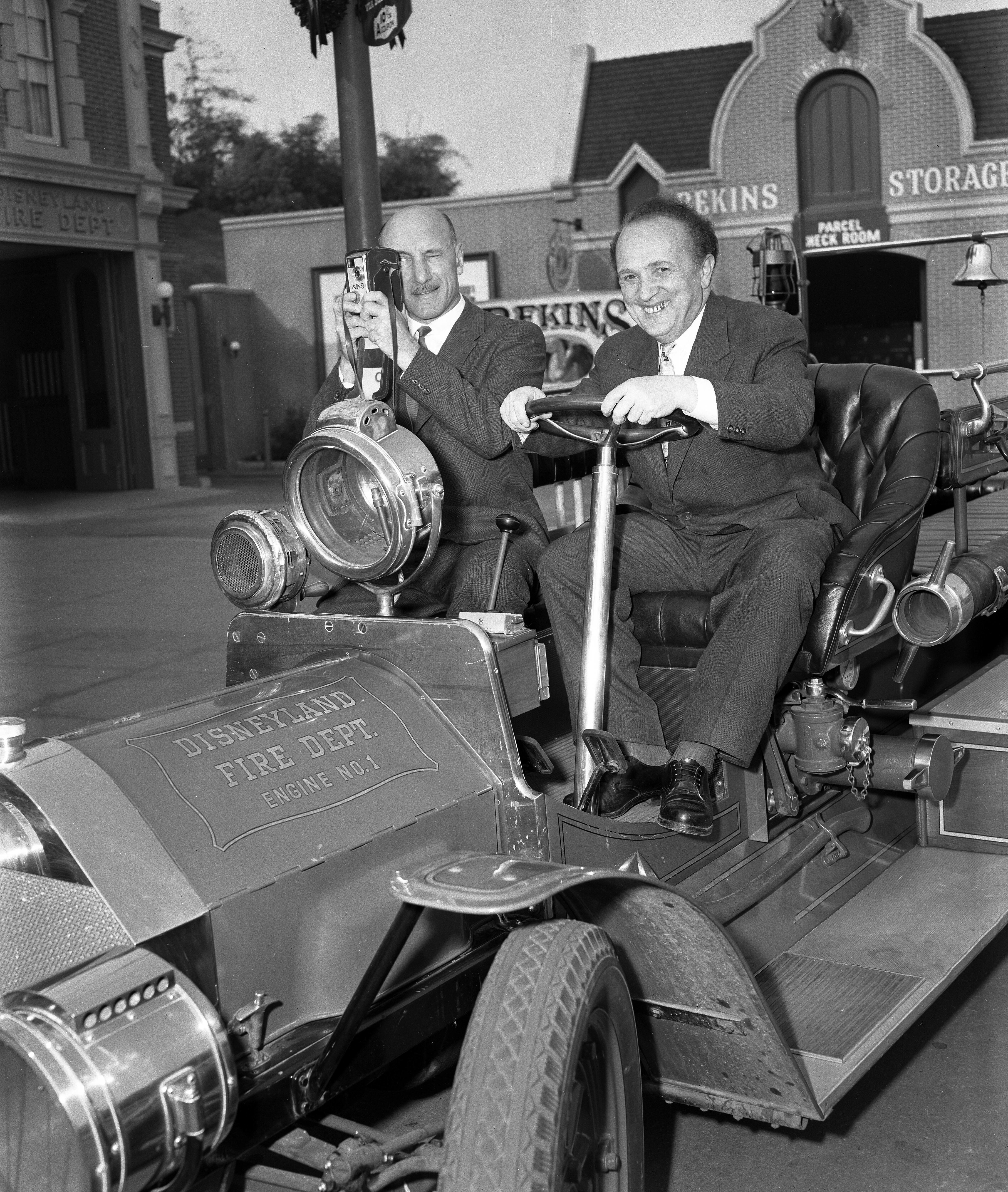
Gerasimov (vlevo) během návštěvy Disneylandu, 1958

Po válce se stal pedagogem na institutu kinematografie (VGIK) v Moskvě, kde během dlouhých let svého působení vychoval řadu filmových osobností. V letech 1947–1948 natočil dvoudílný film Mladá garda podle románu Alexandra Fadějeva o hrdinném boji skupiny mladých lidí proti německým okupantům. Hrálo v něm několik jeho žáků, pozdějších slavných herců, například Inna Makarovová, Sergej Bondarčuk, Vjačeslav Tichonov, Nonna Morďjukovová. V roce 1949 byl Gerasimov za své dílo oceněn státní cenou, o rok dříve mu byl udělen titul národní umělec SSSR.
Dva roky strávil v Číně při natáčení celovečerního barevného dokumentu Osvobozená Čína (Освобождённый Китай). Po návratu vznikl v jeho režii film Venkovský lékař (Сельский врач, 1951). Další tři roky pracoval na svém vrcholném díle, filmové adaptaci rozsáhlého románu Michaila Šolochova Tichý Don (Тихий Дон, 1957–1958). O tomto projektu Gerasimov uvažoval už před válkou, ale teprve po Stalinově smrti mohl třídílný výpravný film o tragickém osudu donských kozáků realizovat. Film získal hlavní ceny na festivalech v Bruselu, Karlových Varech a Moskvě.

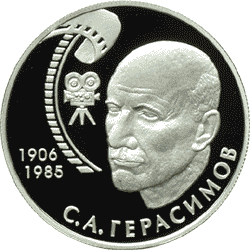
Mince v hodnotě 2 rublů vydaná u příležitosti 100. výročí narození Sergeje Gerasimova ruskou bankou

Na přelomu 60. a 70. let se ve svých filmech zabýval současnými problémy mladé generace, která hledá své místo ve společnosti a řeší otázku odpovědnosti za své činy: Novinář (dva díly, 1967), U jezera (1969), Milovat člověka (1973), Dcery a matka (1974). V koprodukci s kinematografií NDR vznikl pod režijním vedením Sergeje Gerasimova dvoudílný film o dětství a mládí cara Petra Velikého: Petrovo mládí (1980) a Na prahu slavných skutků (1981). V roce 1974 mu byl udělen titul Hrdina socialistické práce. a v roce 1984 Leninův řád.
Posledním dílem Sergeje Gerasimova byl tříhodinový snímek Lev Tolstoj (1983), v němž se pokusil popsat vnitřní konflikt slavného spisovatele v závěrečném období jeho života, který ho donutil opustit rodinu a vydat se na poslední cestu. Sám v něm vytvořil hlavní roli. Film získal Křišťálový glóbus na MFF v Karlových Varech v roce 1984.
Zemřel 28. listopadu 1985 v Moskvě po operaci srdce. Je pohřben na Novoděvičím hřbitově.